# وادي أبو غار
وادي أبو غار وادٍ في ناحية بصية بمحافظة المثنى بالبادية العراقية بجنوب العراق. يقع أجزاء كبير من حوض الوادي أبو غار ضمن منطقة الدبدبة ومنطقة الحجارة ويحتل مساحات كبيرة من بادية بصية ويجري من الجنوب إلى الشمال الشرقي وينتهي مصبه عند منخفض الصليبيات.
يحد حوض وادي أبو غار من جهة الشمال أحواض وادي خنكة، أما من جهة الغرب يحده احواض وديان (السدير، الكصير)، ومن جهة الشرق يحده احواض وديان (ام حجول، الامغر)، اما من جهة الجنوب يمتد قليلاً إلى منبعه في محافظة حفر الباطن بالسعودية.

## حوض الوادي
يتفاوت عمق جريان الوادي بحسب الغطاء الأرضي الذي يجري فيه، وكذلك تتفاوت سرعة الجريان بحسب نسبة الأمطار، وعموماً 90% من مساحة الحوض لا تقدر على توليد جريان ماء المطر فوق الوادي ما لم يكن المطر غزيراً، وغالباً يتسرب ماء المطر لداخل التربة فينقطع الجريان.
| الغطاء                | المساحة |
| كثبان رملية           | 2023.58 |
| منكشفات صخرية         | 1523.52 |
| أراضٍ جرداء            | 3391.99 |
| غطاء نباتي موسمي قليل | 319.48  |
| نباتات صحراوية دائمة  | 297.44  |
| المجموع               | 7556.01 |